# 엘츠성

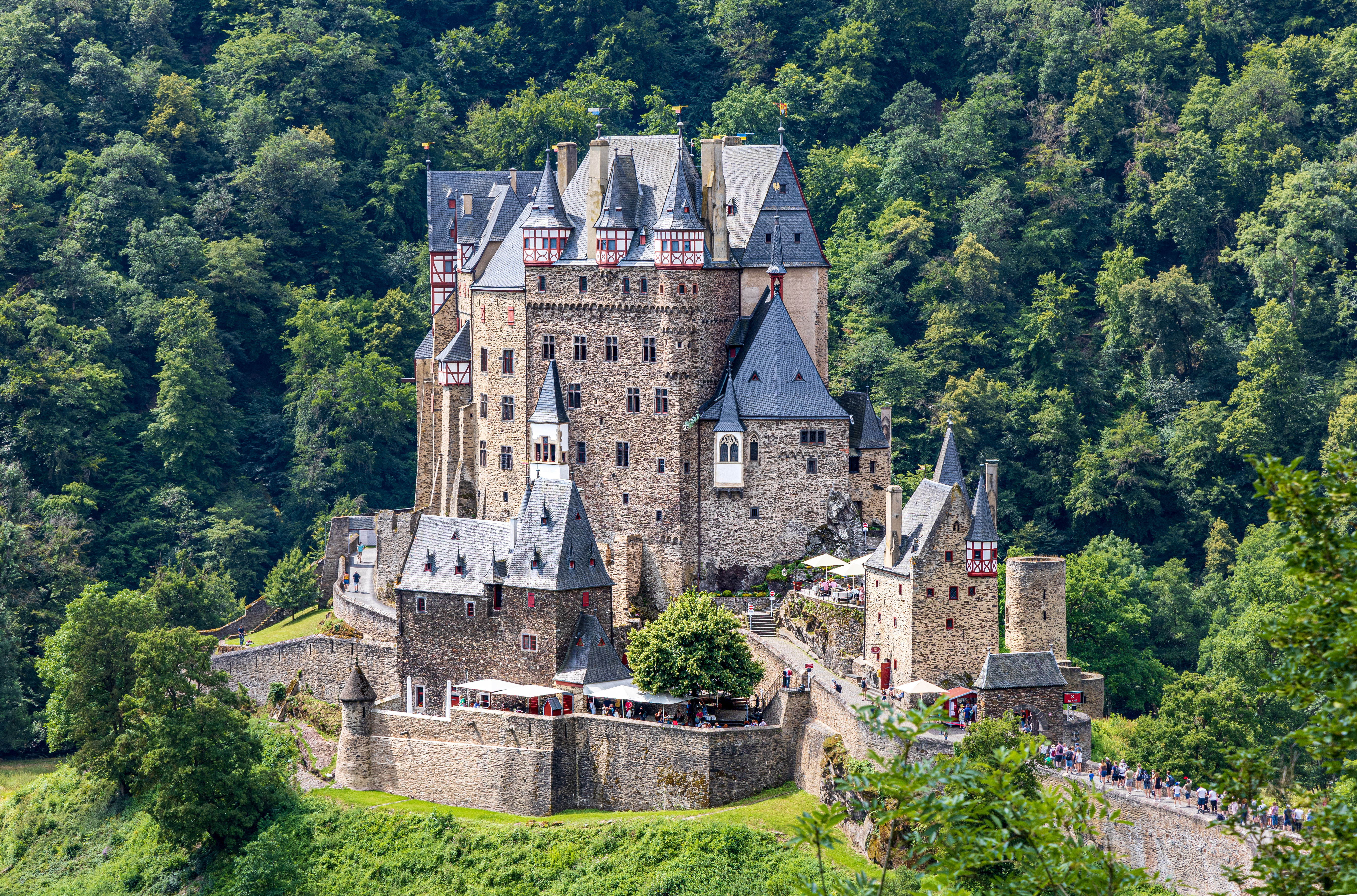

엘츠성(Eltz Castle, 독일어: Burg Eltz)은 독일의 코블렌츠와 트리어 사이 모젤강 위 언덕에 위치한 중세성이다. 12세기부터 살아온 엘츠가에서 소유하고 있다.
이 성의 높이는 70미터이다. 모젤강 북쪽 지류인 엘츠바흐강의 3개의 측면을 둘러싼다.